# Tomáš Kučera (canoë-kayak)
Pour les articles homonymes, voir Tomáš Kučera.
Tomáš Kučera (21 janvier 1985 en Tchécoslovaquie) , est un céiste slovaque pratiquant le slalom.

## Palmarès

### Championnats du monde de canoë-kayak slalom
- 2007 à Foz do Iguaçu,  Brésil
  -  Médaille de bronze en relais 3xC2
- 2009 à La Seu d'Urgell,  Espagne
  -  Médaille d'or en relais 3xC2
- 2011 à Bratislava,  Slovaquie
  -  Médaille d'argent en relais 3xC2

### Championnats d'Europe de canoë-kayak slalom
- 2008 à Cracovie  Pologne
  -  Médaille de bronze en relais 3xC2
- 2010 à Čunovo,  Slovaquie
  -  Médaille d'or en relais 3xC2
- 2011 à La Seu d'Urgell,  Espagne
  -  Médaille de bronze en relais 3xC2